# Kohautia
Kohautia là một chi thực vật có hoa trong họ Thiến thảo (Rubiaceae).

## Loài
Chi Kohautia gồm các loài: